# Karamaji
Karamaji (en ruso: Кара-Махи) es una ciudad de la República de Daguestán en Rusia.

## Historia reciente
En el Norte del Cáucaso hay dos núcleos de influencia wahabita: Daguestán y Karachayo-Cherkesia. Los wahabitas juegan un notable rol en la vida social y política de Daguestán. El feudo principal de los wahabitas daguestanís era la ciudad de Karamaji en el distrito de Bouynakskiy.
El 21 de mayo de 1998, en la sede del Consejo de Estado de Daguestán en Majachkalá, los partidarios del líder de la Unión de Musulmanes de Rusia, Nadir Khatchilaev, intentaron la toma del poder, e izaron la bandera verde del Islam y retiraron la bandera oficial de la República, pero poco después el statu quo fue restablecido.
Durante los sucesos de Makhatchkala, los wahabitas expulsaron a los policías de la ciudad de Karamaji y otras dos ciudades. El 5 de julio estuvieron en Karamaji los emisarios de los comandantes chechenos Shamil Basáyev y Ibn Al-Khattab. 

El 17 de agosto de 1998 declararon la independencia de Karamaji, Tchabanmakhi y Kadar ("Revolución Islámica") - como "territorio separado islámico" con las leyes de la Sharia. Los wahabitas izaron una bandera verde con inscripciones blancas y espada blanca (todo sombreado negro).
Un objetivo esencial de los wahabitas en el Cáucaso es la islamización de toda la población de la región y la creación de un Estado independiente musulmán. Los wahabitas de Karamakhi están aliados a los chechenos integrados en el "Regimiento Islámico especial" bajo el mando del coronel Hattab (un saudita al que se suponía jordano). En la Ichkeria independiente un enfrentamiento entre este regimiento y la guardia islámica, llevó a que las formaciones militares pro-wahabitas fueron declaradas ilegales por el gobierno de Alan Maskhadov pero sin la fuerza suficiente para desarmarlos. Hattab estableció su base principal cerca de la ciudad de Atagi.
Cuando en 1999 Rusia atacó Karamaji, Hattab y Basayev acudieron en su auxilio, y en las zonas ocupadas se proclamó la República Islámica de Daguestán, que utilizó una bandera propia (que aun usan los guerrillos dagestanís). Por dos veces los chechenos intentaron aliviar el cerco ruso, pero el uso de bombas de vacío por los rusos, que se mostraron mortíferas entre los chechenos, lo impidieron y finalmente las tres ciudades rebeldes fueron ocupadas por fuerzas rusas. Estos hechos justificaron la invasión rusa de Chechenia (Ichkeria) iniciándose una guerra que aun persiste.
- Datos: Q2061284